# La Compagnie du Dragon
La Compagnie du Dragon, ou plus simplement désignée par le projet du Dragon de Calais, est un projet de développement économique, touristique et culturel impulsé par la ville de Calais.
Il a pour ambition la valorisation de l'espace urbain, notamment pour redynamiser le territoire après la crise migratoire. Pour ce faire, il accompagne le projet de rénovation du front de mer en mettant en scène plusieurs types de créatures articulées créées par la compagnie La Machine,, à l'origine de spectacles et projets renommés comme les Machines de l'île à Nantes. À terme, la Compagnie du Dragon assurera l'exploitation d'un bestiaire mécanique d'une dizaine de machines.
Cette valorisation passe par l'exploitation de machines spectaculaires, mais aussi par la transformation de certains points d'intérêt de la ville convertis en ateliers, abris et équipements culturels. Le Dragon de Calais séjourne sur le front de mer et au Fort Risban. Les Varans de Voyage au Dombunker, la Famille des Iguanes au Fort Nieulay et le Grand Iguane au quartier Saint Pierre. Chacune des machines se déplace dans la ville quotidiennement, à la rencontre des autres et certaines d’entre-elles empruntent les voies de circulation.

## La légende du Dragon de Calais
L'arrivée du Dragon s'accompagne d'une histoire, basée sur une légende originale imaginée par François Delarozière. Elle raconte que de profondes galeries relieraient les mers et les continents afin de créer des mondes. Les villes de notre civilisation seraient des portes pour accéder à ce dédale souterrain. Afin de garantir un équilibre, les portes seraient scellées et maintenues fermées par des pierres sacrées. Ce serait lors de travaux récents menés pour étendre le port de Calais, que les ouvriers auraient descellé, sous la mer, la pierre sacrée qui verrouille la porte du Nord et protège la surface de la terre des mondes enfouis. Une créature fantastique a réussi à franchir la porte pour s’inviter dans notre monde, le Dragon de Calais,. Il doit arriver en ville le 1er novembre 2019 lors d'un grand spectacle inaugural qui retrace cette histoire.

## Machines et sites
Les machines dites de ville sont conçues pour interagir avec le milieu urbain, ce sont des animaux mécanisés. Manipulés par plusieurs machinistes, ils permettent le transport de personnes. Le Dragon par exemple, propose des visites touristiques de 47 minutes. Les différentes créatures doivent faire leur apparition successivement sur différents sites notables de Calais et en permettre la transformation sur les prochaines années.

### Le Dragon de Calais au Fort Risban
Le Dragon de Calais est la première machine qui arrive en novembre 2019 à Calais. Elle constitue l'œuvre principale du projet et en est la plus monumentale. Imaginée par François Delarozière, elle est la plus grosse création en date de la compagnie La Machine, faite de bois sculpté et d'acier. Elle mesure 25 mètres de long, 10 à 15 mètres de haut pour un poids total de 72 tonnes. Visuellement, plusieurs effets permettent de donner vie au Dragon : ses yeux, ses paupières, ses oreilles, sa bouche, sa langue, ses ailes sont mobiles. Il est doté d'effets et peut cracher du feu, de l’eau ou encore diffuser de la brume. Le véhicule est à propulsion hybride faite d'eau, d'air et d'électricité. Il peut ainsi se déplacer jusqu'à 4km/h,. Un escalier incrusté dans sa queue permet d'accéder à une terrasse accueillant jusqu'à 50 personnes qui ouvrira en décembre. Il faudra attendre la rénovation du dragon qui se fera après le spectacle inaugural
Le Dragon élit domicile sur le front de mer dans une nef spécialement conçue, non loin du Fort Risban, un ouvrage de fortification classé monument historique qui n'accueillait plus de visiteurs depuis 10 ans. Le projet prévoyait la transformation du bâtiment avec une boutique aménagée dans l'ancienne poudrière. Au cours de la rénovation du fort, des découvertes archéologiques on repoussé la transformation du lieu. Un abri provisoire doit être érigé non loin, comprenant une boutique, un café et la maison du projet,.
Le 31 octobre 2019, Calais découvre le dragon des mers échoué sur la plage en train de dormir. Il faut attendre le lendemain pour voir le dragon se promener dans la ville,.

### Les Varans de Voyage au Dombunker
Un varan rejoindra le Dragon en 2025 et sera capable de transporter une vingtaine de passagers. Ils devaient à l'origine être deux, et séjourner au Dombunker.

### La famille des iguanes au Fort Nieulay
Six iguanes doivent compléter le projet dans les futures années et seront rattachés au Fort Nieulay. Ils pourront transporter 5 personnes et feront deux mètres de haut.

## Administration

### La Compagnie du Dragon
Le projet est géré par la Société publique locale Grand Calais Tourisme et Culture créée en janvier 2019. Elle est commercialement dénommée Compagnie du Dragon depuis juillet 2019. La société agit ainsi pour la ville de Calais dans le cadre d’une délégation de service public afin d’assurer l’exploitation commerciale et technique du Dragon de Calais et des autres machines du projet. Au terme de l’ensemble des actes de ce projet, 70 emplois directs devraient être créés.

### Financements
L’investissement total représente un total de 27 millions d’euros, étalés sur huit ans,. Le Dragon coûte à lui seul 4,2 millions d’euros. Le projet est porté par la ville de Calais et soutenu par l'État et la région Hauts-de-France.